# Mandore (Rajasthan)
Pour les articles homonymes, voir Mandore.

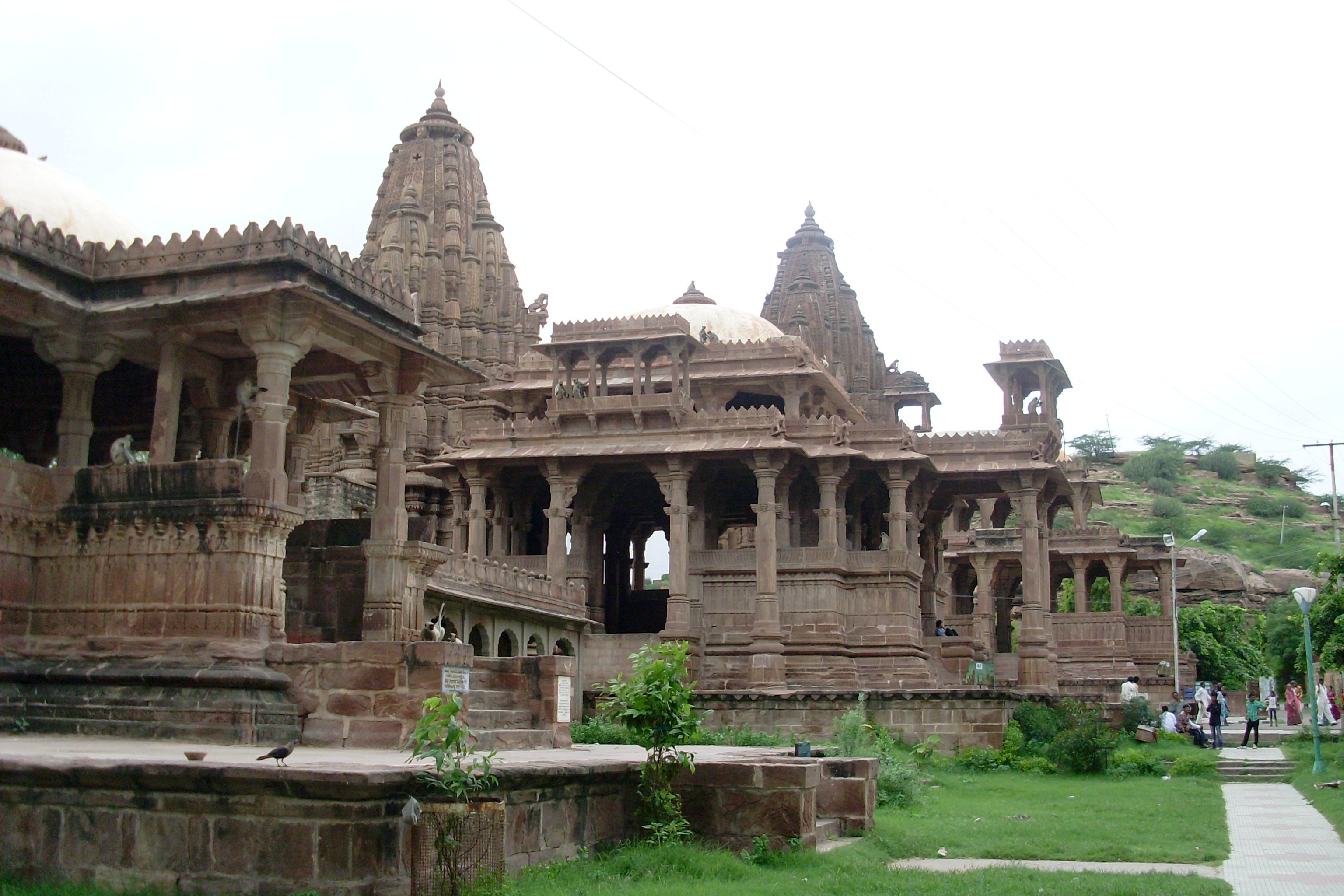
Les cénotaphes de Mandore

Mandore (hindi : मंडोर) est une ville située à 9 km au nord de Jodhpur, dans l'État indien du Rajasthan.
La ville fut depuis le VIe siècle le siège de la dynastie des Pratihâra, et devint la capitale du nouveau royaume du Marwar qu'ils conquirent. Elle le resta jusqu'en 1459, date à laquelle Rao Jodha, râjput de Mandore, s'avisa de transférer ses quartiers en un endroit plus facilement défendable, et fonda Jodhpur sur une colline abrupte, à neuf kilomètres au sud de la ville.
La ville témoigne aujourd'hui de son histoire en conservant nombre de monuments anciens, dont des cénotaphes en l’honneur d’Ajit Singh.